# KERS
Системата за възстановяване на кинетичната енергия (на английски: Kinetic Energy Recovery System), позната като KERS, е разработена от физика Ричард Фейнмън през 1950-те години.
Представлява концепция за прехвърляне към двигателните колела – чрез маховик, ел. мотор и др. – на съхранената по време на движение кинетична енергия на моторно превозно средство.
От сезон 2009 година ФИА позволява употребата на системата във Формула 1, като първоначално тя се използва от само четири отбора. През сезон 2010 всички отбори се договарят да не използват системата, но с увеличаване минималното тегло на колата и пилота според новите правила за сезон 2011 година, отборите се съгласяват отново да използват KERS, макар и не задължително.
Освен чрез механично натрупване на енергия посредством маховик, има и няколко базирани на други методи системи:
- електрически, при които механичната енергия се преобразува в електрическа и натрупва в акумулатори или суперкондензатори (към 2009 година използваните във Формула 1 системи са предимно такива).
- хидравлична, при които механичната енергия се използва за нагнетяване на масло в хидроакумулатор. През 1998 г. тимът Макларън от Формула 1 разработва такава система, но тя е забранена от ФИА.